# モンテベッルーナ
モンテベッルーナ（伊: Montebelluna）は、イタリア共和国ヴェネト州トレヴィーゾ県にある、人口約31,000人の基礎自治体（コムーネ）。

## 地理

### 位置・広がり

#### 隣接コムーネ
隣接するコムーネは以下の通り。
- アルティーヴォレ
- カエラーノ・ディ・サン・マルコ
- コルヌーダ
- クロチェッタ・デル・モンテッロ
- トレヴィニャーノ
- ヴェデラーゴ
- ヴォルパーゴ・デル・モンテッロ

### 気候分類・地震分類
気候分類では、zona E, 2404 GGに分類される。
また、イタリアの地震リスク階級 (it) では、zona 2 (sismicità media) に分類される。

## 行政

### 分離集落
モンテベッルーナには、以下の分離集落（フラツィオーネ）がある。
- Biadene, Busta, Caonada, Contea, Guarda, La Pieve (sede comunale), Mercato Vecchio, Pederiva, Posmon, San Gaetano, Sant'Andrea

## 姉妹都市
- ダマリー＝レ＝リス、フランス 1987年
- オーバーコッヘン、ドイツ 1992年
- タタ、ハンガリー 2000年

## 出身著名人
- ルイージ・ダトメ - バスケットボール選手
- オスカル・ガット - サイクルロードレース選手